# Krążownik pomocniczy

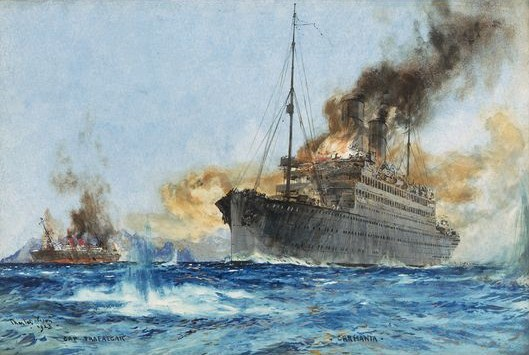
Bitwa pod Trindade zakończona zatopieniem niemieckiego krążownika pomocniczego „Cap Trafalgar” (po lewej) przez brytyjski odpowiednik „Carmania”, 14 września 1914

Krążownik pomocniczy (niem. Hilfskreuzer, ang. Armed Merchant Cruiser – AMC) – historyczna klasa okrętów powstałych przez przebudowę i uzbrojenie dużych lub średnich statków cywilnych, używana głównie w okresie I i II wojny światowej.
Krążowniki pomocnicze powstawały poprzez przebudowanie i uzbrojenie większych statków pasażerskich, a nawet towarowych, o mocniejszych kadłubach. Tak powstałe okręty były często używane jako tzw. rajdery, czyli okręty używane do działania na liniach komunikacyjnych nieprzyjaciela i zwalczania jego żeglugi. Dominującym przeznaczeniem było jednak patrolowanie i ochrona własnych konwojów i linii komunikacyjnych przed wrogimi rajderami, gdy nie było wystarczającej liczby okrętów eskortowych lub krążowników. Wykorzystanie krążowników pomocniczych zależało od specyfiki doktryny wojny morskiej danego państwa: Wielka Brytania, używająca największej liczby krążowników pomocniczych, wykorzystywała je do patrolowania i ochrony własnych rozległych linii żeglugowych, natomiast Niemcy używały ich podczas obu wojen światowych do zwalczania żeglugi. Na krążowniki pomocnicze przebudowywano głównie statki pasażerskie (brytyjskie oraz sześć niemieckich podczas I wojny światowej), rzadziej towarowe (niemieckie podczas obu wojen światowych).

## Charakterystyka
Mimo nazwy krążowniki pomocnicze nie zaliczały się do klasy krążowników i nie miały z nimi nic wspólnego, z wyjątkiem wielkości, uzbrojenia (porównywalnego z mniejszymi krążownikami lekkimi) i dużego zasięgu pływania. Zostały tak nazwane z uwagi na wypełnianie tradycyjnie rozumianych zadań „krążowniczych” w postaci odbywania dalekich rejsów patrolowych, w celu ochrony lub zwalczania komunikacji morskiej. Nie były one opancerzone, a z uwagi na użycie do ich przebudowy statków cywilnych, charakteryzowały się znacznie mniejszą odpornością na uszkodzenia, zwłaszcza wybuchy podwodne i pożary, od specjalnie budowanych okrętów. Stosowano jedynie doraźne ulepszenia zwiększające niezatapialność, typu wypełnienia ładowni pustymi beczkami lub korkiem.
Podstawowymi parametrami charakteryzującymi siłę bojową krążowników pomocniczych były: wielkość, prędkość, zasięg rozumiany szerzej jako autonomiczność i uzbrojenie, a w wielu przypadkach także maskowanie.
Trudno mówić o średnich wartościach czy przeciętnej wielkości, były to bez wyjątku okręty przystosowane ad hoc i od tego, jakiej wielkości był statek bazowy, zależała wyporność powstałego z niego krążownika pomocniczego. Można natomiast mówić o pewnych pułapach wielkości. Okręty te, jako przebudowywane ze statków, miały wyporność od 3000 ton do nawet 19 000 ton (np. niemiecki „Kormoran”). Często do opisu wielkości krążowników pomocniczych zamiast wyporności używa się parametrów stosowanych wobec bazowych jednostek cywilnych, jak nośność statku lub pojemność brutto (BRT).
Prędkość nie była zasadniczym atutem tej klasy; przebudowywane ze statków nie przechodziły remontów czy udoskonaleń w maszynowniach i prędkość pozostawała taka sama jak poprzednio, rzadko kiedy przekraczała 20-25 węzłów, zwykle było to ok. 15-17 w. W zasadzie wystarczała, żeby zatopić z zaskoczenia statek handlowy lub ewentualnie przez krótki okres ścigać go.
Zasięg był jednym z parametrów, który był ważny ze względu na specyfikę działań. Rajdery musiały krążyć po morzach aby natrafić na swoją „ofiarę”, przy tym możliwości ich zawijania do portów były ograniczone. Duży zasięg, wynoszący nierzadko 15000 mil morskich, okazywał się często zbyt mały, w związku z czym zachodziła potrzeba wysyłania okrętów zaopatrzeniowych mających zaopatrywać je nie tylko w paliwo, ale i we wszelkie środki do życia dla załogi i amunicję. Statki te odbierały także wzięte do niewoli załogi zatopionych przez krążowniki statków.
Z zasięgiem powiązany jest jeszcze inny parametr mający duży wpływ na siłę bojową krążowników pomocniczych, a mianowicie autonomiczność, czyli zdolność do długotrwałego działania bez uzupełniania zapasów. Ten parametr był wysoki, liczba dni, jakie te okręty potrafiły spędzać bez uzupełniania zapasów, była bardzo duża, nawet jak na standardy przyjęte dla „regularnych” okrętów. Najdłuższe rejsy bojowe niemieckich rajderów, przy uzupełnianiu zaopatrzenia na morzu, trwały ponad 16 miesięcy. Oprócz załogi, korsarskie okręty tej klasy musiały jeszcze pomieścić jeńców z zatopionych statków. Z kolei krążowniki pomocnicze przebudowane ze statków pasażerskich często służyły także jako transportowce wojska.
Uzbrojenie montowano różne: najczęściej stosowano kilka pojedynczych dział kalibru 120–150 mm, wspomagane dodatkowymi np. 76 mm i ewentualną lekką artylerią przeciwlotniczą. Część okrętów, zwłaszcza te przeznaczone do zwalczania wrogiej żeglugi, miała wyrzutnie torpedowe i miny, a nawet przenosiła małe kutry torpedowe. Niektóre wyposażone były też w wodnosamoloty rozpoznawcze. Przykładem może być niemiecki „Kormoran” mający 6 dział kalibru 150 mm, kilka działek przeciwlotniczych, 6 wyrzutni torpedowych kalibru 533 mm, 2 wodnosamoloty i kuter torpedowy.

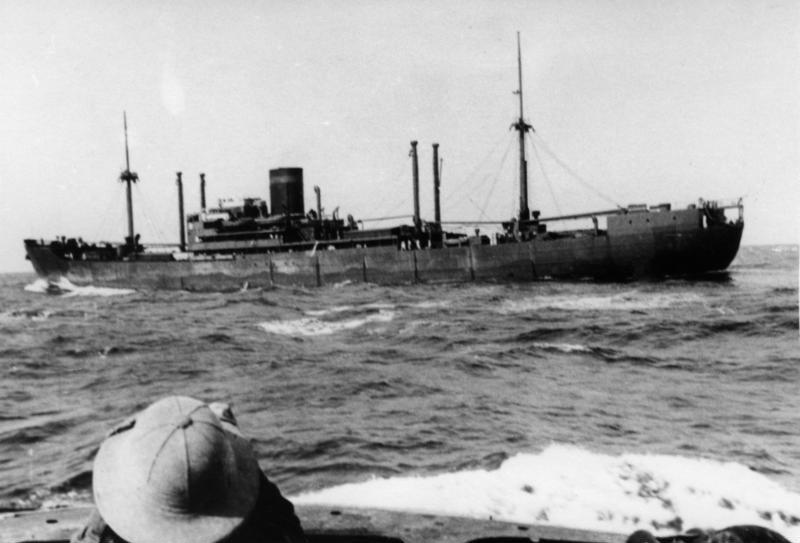
Niemiecki krążownik pomocniczy „Kormoran”. Zamaskowane uzbrojenie jest niewidoczne.

Ostatnim elementem mającym wpływ na siłę bojową tej klasy okrętów jest maskowanie, jednak miało ono znaczenie jedynie w przypadku okrętów korsarskich. Na maskowanie może składać się wiele elementów: niemieckie krążowniki pomocnicze miały wiele elementów ruchomych pozwalających się składać lub rozwijać, w zależności od potrzeb; ruchome sztuczne kominy oraz odkrywane na czas strzelania i niewidoczne normalnie działa. Maskowanie obejmowało podawanie fałszywej nazwy okrętu oraz kraju pochodzenia. Należy jednak zdawać sobie sprawę, że użycie takiego maskowania podczas walki, a zwłaszcza cudzej bandery, mogło być sprzeczne z prawem wojennym.
Warto wspomnieć, że podobne do zamaskowanych krążowników pomocniczych, lecz mniejsze i o innym przeznaczeniu, były statki-pułapki z I wojny światowej, służące do walki z okrętami podwodnymi.
Oprócz krążowników pomocniczych i statków-pułapek, mniejsze uzbrojone statki handlowe były także używane jako pomocnicze patrolowce. Marynarka brytyjska podczas II wojny światowej używała także 8 pomocniczych krążowników przeciwlotniczych, służących do ochrony konwojów przed lotnictwem.

## Historia
Jednymi z pierwszych okrętów, odpowiadającymi charakterystyką i zastosowaniem krążownikom pomocniczym, były okręty przebudowane ze statków handlowych, używane podczas wojny secesyjnej w Ameryce Północnej (1861–1865) przez konfederatów do zwalczania żeglugi Unii. Mimo że były one określane w języku angielskim wprost jako krążowniki (cruiser), niemniej w tym okresie klasa krążowników jeszcze nie istniała i oznaczało to jedynie ich rolę. Z uwagi na przystosowanie jednostek cywilnych, konfederackie krążowniki można uznać za protoplastów krążowników pomocniczych. W tym okresie jednak różnice konstrukcyjne między statkami a okrętami nie były jeszcze znaczne. Najbardziej znanymi z nich były CSS „Sumter” i CSS „Alabama”, o napędzie żaglowo-parowym, uzbrojone odpowiednio w 5 i 8 dział.
Krążowniki pomocnicze były następnie używane przez Rosję podczas wojny rosyjsko-japońskiej (1904–1905), lecz bez większych efektów.

### I wojna światowa
Duże zaangażowanie krążowników pomocniczych miało miejsce podczas I wojny światowej. Niemcy używali wówczas do działań rajderskich 16 okrętów tego typu, rozmaitych rozmiarów i typu, od małego transportowca „Meteor” (wyporność 3640 t) do transatlantyków „Kaiser Wilhelm der Große” i „Kronprinz Wilhelm” (24 300 t), włącznie z żaglowcem „Seeadler”. Łącznie sześć było przebudowanych ze statków pasażerskich, a pozostałe z innych handlowych. Jedynie kilka z nich odniosło większe sukcesy. Największym było zatopienie na minie postawionej przez krążownik pomocniczy „Berlin” brytyjskiego pancernika HMS „Audacious”. Wielka Brytania z kolei używała krążowników pomocniczych do ochrony własnych linii żeglugowych. Ciekawszymi epizodami były m.in. bitwa pod Trindade, zakończona zatopieniem niemieckiego krążownika pomocniczego „Cap Trafalgar” przez brytyjski „Carmania” 14 września 1914, oraz walka między niemieckim krążownikiem pomocniczym „Greif” i brytyjskim HMS „Alcantra” 29 lutego 1916, zakończona zatopieniem obu okrętów.
Podczas I wojny światowej Wielka Brytania używała 62 krążowników pomocniczych, z których utracono 20 (w tym 12 zatopionych przez okręty podwodne, 1 zatopiony i 1 zdobyty przez niemiecki krążownik pomocniczy).

### II wojna światowa
Najbardziej znane użycie krążowników pomocniczych miało miejsce podczas II wojny światowej. Niemcy użyli wówczas jako rajdery 11 krążowników pomocniczych przebudowanych ze statków handlowych, a Brytyjczycy używali licznych okrętów tego typu (zazwyczaj przebudowanych ze statków pasażerskich) do patrolowania i ochrony konwojów. Z reguły krążowniki pomocnicze nie miały szans w starciu z dużymi okrętami nawodnymi; ewenementem było starcie niemieckiego rajdera „Kormoran” z lekkim krążownikiem HMAS „Sydney”, który zatopił atakiem z zaskoczenia z małej odległości, sam jednak również tonąc. Niemieckie krążowniki pomocnicze nie nosiły bandery i udawały statki handlowe krajów neutralnych.
Brytyjski krążownik pomocniczy HMS „Jervis Bay”, uzbrojony w 5 dział kalibru 152 mm, był w stanie przez pewien czas odciągać niemiecki pancernik kieszonkowy „Admiral Scheer” od ochranianego konwoju, angażując go w walce. Brytyjski okręt został zatopiony, lecz dzięki jego poświęceniu, znikoma część statków konwoju została zatopiona. Szczególnie ciekawa była służba niemieckiego rajdera „Thor”, który aż trzykrotnie walczył z brytyjskimi krążownikami pomocniczymi, z czego dwa pojedynki zostały zakończone uszkodzeniem okrętów brytyjskich, a trzeci zatopieniem HMS „Voltaire”. O wrażliwości krążowników pomocniczych na uszkodzenia, podobnej jak zwykłych statków, świadczy jednak fakt, że niemiecki krążownik pomocniczy „Stier” został zatopiony w pojedynku ze słabo uzbrojonym frachtowcem SS „Stephen Hopkins”, który również zatonął.
Podczas II wojny światowej państwa Brytyjskiej Wspólnoty Narodów używały 56 krążowników pomocniczych, w tym Wielka Brytania – 49. Utracono 14 z nich (dalsze 4 po przebudowie na transportowce wojska), z tego 10 zatopiły okręty podwodne.

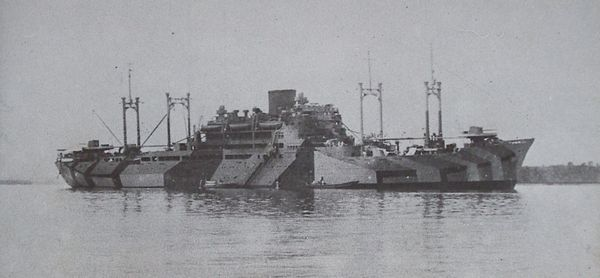
Japoński krążownik pomocniczy „Hokoku Maru” – widoczne uzbrojenie

Krążowników pomocniczych używały też inne państwa, przede wszystkim Japonia, Włochy i Francja, lecz na mniejszą skalę. Japońskie próby wykorzystywania krążowników pomocniczych do działań rajderskich zakończyły się po starciu okrętów „Aikoku Maru” i „Hokoku Maru” z indyjską korwetą HMIS „Bengal” i zbiornikowcem MV „Ondina” 11 listopada 1942 roku, którego efektem było zatopienie „Hokoku Maru” po trafieniu w jego wyrzutnię torped. Znanym epizodem było też zatopienie włoskiego rajdera „Ramb I” przez krążownik HMNZS „Leander” 27 lutego 1941 roku.

## Lista krążowników pomocniczych II wojny światowej

### Niemieckie
| Nazwa oryginalna | Kraj pochodzenia    | Nazwa rajdera | Kod rajdera | Zwodowany w roku | Tonaż (BRT) | Pierwszy armator   | Dalsze losy statku                                                                |
| ---------------- | ------------------- | ------------- | ----------- | ---------------- | ----------- | ------------------ | --------------------------------------------------------------------------------- |
| „Kurmark”        | Niemcy              | „Orion”       | HSK-1       | 1930             | 7 021       | HAPAG              | Zbombardowany i zatopiony 4 maja 1945 koło Świnoujścia                            |
| Goldenfels       | Niemcy              | „Atlantis”    | HSK-2       | 1937             | 7 862       | Hansa Line         | Zatopiony przez HMS „Devonshire” 22 listopada 1941 na Atlantyku                   |
| „Neumark”        | Niemcy              | „Widder”      | HSK-3       | 1930             | 7 851       | HAPAG              | Przetrwał wojnę                                                                   |
| „Santa Cruz”     | Niemcy              | „Thor”        | HSK-4       | 1938             | 3 862       | OPDR Line          | Spłonął 30 listopada 1942 w Jokohamie                                             |
| „Kandelfels”     | Niemcy              | „Pinguin”     | HSK-5       | 1936             | 7 766       | Hansa Line         | Zatopiony przez HMS „Cornwall” 8 maja 1941 na Oceanie Indyjskim                   |
| „Cairo”          | Niemcy              | „Stier”       | HSK-6       | 1936             | 4 788       | Atlas-Levante Line | Zatopiony 27 września 1942 przez SS „Stephen Hopkins” na Atlantyku                |
| Ems              | Niemcy              | „Komet”       | HSK-7       | 1937             | 3 287       | NDL                | Zatopiony 14 października 1942 przez brytyjski kuter torpedowy w kanale La Manche |
| „Steiermark”     | Niemcy              | „Kormoran”    | HSK-8       | 1938             | 8 736       | HAPAG              | Zatopiony 19 listopada 1941 na zachód od Australii                                |
| „Bielsko”        | Budowany dla Polski | „Michel”      | HSK-9       | 1939             | 4 740       | GAL                | Zatopiony 17 października 1943 przez okręt podwodny koło Jokohamy                 |
| Togo             | Niemcy              | „Coronel”     | HSK-10      | 1938             | 5 042       | DAL Line           | Przetrwał wojnę                                                                   |
| Glengarry        | Dania               | „Hansa”       | HSK-11      | 1939             | –           | –                  | Przetrwał wojnę                                                                   |

### Brytyjskie
| Nazwa                  | Uwagi                                                                            |
| HMS „Alaunia”          |                                                                                  |
| HMS „Alcantara”        |                                                                                  |
| HMS „Andania”          | Zatopiony 16 czerwca 1940 przez U-A                                              |
| HMS „Antenor”          |                                                                                  |
| HMS „Antonia”          |                                                                                  |
| HMS „Arawa”            |                                                                                  |
| HMS „Ascania”          |                                                                                  |
| HMS „Asturias”         |                                                                                  |
| HMS „Aurania”          |                                                                                  |
| HMS „Ausonia”          |                                                                                  |
| HMS „Bulolo”           |                                                                                  |
| HMS „California”       |                                                                                  |
| HMS „Canton”           |                                                                                  |
| HMS „Carinthia”        | Zatopiony 6 czerwca 1940 roku przez U-46                                         |
| HMS „Carnarvon Castle” |                                                                                  |
| HMS „Carthage”         |                                                                                  |
| HMS „Cathay”           |                                                                                  |
| HMS „Cheshire”         |                                                                                  |
| HMS „Chitral”          |                                                                                  |
| HMS „Cilicia”          |                                                                                  |
| HMS „Circassia”        |                                                                                  |
| HMS „Comorin”          | Utracony w wyniku pożaru 6 kwietnia 1941 roku                                    |
| HMS „Corfu”            |                                                                                  |
| HMS „Derbyshire”       |                                                                                  |
| HMS „Dunnottar Castle” |                                                                                  |
| HMS „Dunvegan Castle”  | Zatopiony 27 sierpnia 1940 roku przez U-46                                       |
| HMS „Esperance Bay”    |                                                                                  |
| HMS „Forfar”           | Zatopiony 2 grudnia 1940 roku przez U-99                                         |
| HMS „Hector”           | Wycofany ze służby po uszkodzeniu 5 kwietnia 1942 roku przez japońskie lotnictwo |
| HMS „Jervis Bay”       | Zatopiony 5 listopada 1940 roku przez pancernik kieszonkowy „Admiral Scheer”     |
| HMS „Kanimbla”         |                                                                                  |
| HMS „Laconia”          |                                                                                  |
| HMS „Laurentic”        | Zatopiony 3 listopada 1940 roku przez U-99                                       |
| HMS „Letitia”          |                                                                                  |
| HMS „Maloja”           |                                                                                  |
| HMS „Montclare”        |                                                                                  |
| HMS „Mooltan”          |                                                                                  |
| HMS „Moreton Bay”      |                                                                                  |
| HMS „Patroclus”        | Zatopiony 4 listopada 1940 roku przez U-99                                       |
| HMS „Pretoria Castle”  | Przebudowany w 1942 roku na lotniskowiec eskortowy                               |
| HMS „Queen of Bermuda” |                                                                                  |
| HMS „Rajputana”        | Zatopiony 13 kwietnia 1941 roku przez U-108                                      |
| HMS „Ranchi”           |                                                                                  |
| HMS „Ranpura”          |                                                                                  |
| HMS „Rawalpindi”       | Zatopiony 23 listopada 1939 roku przez pancerniki „Scharnhorst” i „Gneisenau”    |
| HMS „Salopian”         | Zatopiony 13 maja 1941 roku przez U-98                                           |
| HMS „Scotstoun”        | Zatopiony 13 czerwca1940 roku przez U-25                                         |
| HMS „Transylvania”     | Zatopiony 10 sierpnia 1940 roku przez U-56                                       |
| HMS „Voltaire”         | Zatopiony 4 kwietnia 1941 roku przez krążownik pomocniczy HSK „Thor”             |
| HMS „Wolfe”            |                                                                                  |
| HMS „Worcestershire”   |                                                                                  |